# Gynoplistia (Gynoplistia) fimbriata
Gynoplistia (Gynoplistia) fimbriata is een tweevleugelige uit de familie steltmuggen (Limoniidae). De soort komt voor in het Australaziatisch gebied.